# Куулькай
Куулькай — река на севере Дальнего Востока России, протекает по территории Чаунского района Чукотского автономного округа. Длина реки — 67 км.
Название в переводе с чук. Куулкэй — «глубокая речушка».
Берёт истоки в болотах Чаунской низменности, где называется Куульвеем, протекает в восточном направлении со скоростью течения 0,2-0,3 м/с до впадения в Раучуа слева. Среднее и нижнее течение проходит вдоль берега Восточно-Сибирского моря.
Притоки (от истока): Кэнивеем, Кууль, Правый Куулькай.

## Данные водного реестра
По данным государственного водного реестра России относится к Анадыро-Колымскому бассейновому округу.